# Rosi Rinne
Rosi Elisabet Rinne, född Helminen 16 januari 1896 i Tammerfors, död 27 december 1964, var en finländsk skådespelare.
Rinne var dotter till försäljaren Edvard Helminen och Ida Tirkkonen. 1916 blev hon praktikant vid folkteatern i Helsingfors och verkade där som skådespelare perioderna 1917–1924 samt 1926–1938. Åren 1924–1926 var Rinne även aktiv vid Viborgs stadsteater och gjorde turnéer från och 1939. Hennes filmdebut kom 1936 och hon medverkade i filmer fram till 1961.
Rinne var gift med skådespelaren Joel Rinne åren 1923–1932.